# La Pesquera
La Pesquera település Spanyolországban, Cuenca tartományban. La Pesquera Minglanilla, Puebla del Salvador, Enguídanos, Mira, Spain és Villargordo del Cabriel községekkel határos. Lakosainak száma 234 fő (2024).

## Népesség
A település népessége az utóbbi években az alábbiak szerint változott:
| Lakosok száma | 273  | 268  | 246  | 251  | 260  | 252  | 236  | 215  | 209  | 234  |
|               | 2001 | 2004 | 2006 | 2009 | 2011 | 2014 | 2016 | 2019 | 2021 | 2024 |